# Black Symphony
Black Symphony är ett livealbum av det nederländska symphonic metal-bandet Within Temptation. Det kommer att utges den 22 september 2008 som dubbel-DVD, dubbel-CD och Blu-ray.
Black Symphony spelades in på Ahoy Arena i Rotterdam den 7 februari 2008. Within Temptation ackompanjeras av The Metropole Orchestra, en kör och flera gästsångare.

## DVD - låtförteckning
Disc 1
1. "Ouverture"
2. "Jillian (I'd Give My Heart)"
3. "The Howling"
4. "Stand My Ground"
5. "The Cross"
6. "What Have You Done" (med Keith Caputo)
7. "Hand of Sorrow"
8. "The Heart of Everything"
9. "Forgiven"
10. "Somewhere" (med Anneke van Giersbergen)
11. "The Swan Song"
12. "Memories"
13. "Our Solemn Hour"
14. "The Other Half (of Me)" (med George Oosthoek)
15. "The Promise"
16. "Angels"
17. "Mother Earth"
18. "Frozen"
19. "The Truth Beneath the Rose"
20. "Deceiver of Fools"
21. "All I Need"
22. "Ice Queen"

Disc Two - Live in Eindhoven 2007
1. "Intro"
2. "Jillian (I'd Give My Heart)"
3. "The Howling"
4. "The Cross"
5. "Hand Of Sorrow"
6. "The Heart Of Everything"
7. "Restless"
8. "Our Solemn Hour"
9. "Mother Earth"
10. "Jane Doe"
11. "The Truth Beneath The Rose"
12. "All I Need"

## CD - låtförteckning

### Europeiska och japanska utgåvan
Disc 1
1. "Jillian (I'd Give My Heart)"
2. "The Howling"
3. "Stand My Ground"
4. "The Cross"
5. "What Have You Done"
6. "Hand Of Sorrow"
7. "The Heart Of Everything"
8. "Forgiven"
9. "Somewhere"
10. "The Swan Song"
11. "Memories"

Disc 2
1. "Our Solemn Hour"
2. "The Other Half (of Me)"
3. "Frozen"
4. "The Promise"
5. "Angels"
6. "Mother Earth"
7. "The Truth Beneath The Rose"
8. "Deceiver of Fools"
9. "All I Need"
10. "Ice Queen"

### USA-utgåvan
1. "Overture"
2. "Jillian (I'd Give My Heart)"
3. "The Howling"
4. "Stand My Ground"
5. "The Cross"
6. "What Have You Done"
7. "Hand of Sorrow"
8. "Forgiven"
9. "Somewhere"
10. "Our Solemn Hour"
11. "Frozen"
12. "Angels"
13. "Mother Earth"